# 四环生物
江苏四环生物股份有限公司 （深交所：000518）是中国深圳证券交易所的一家上市公司，主营业务范围为生物制品业。
2011年，该公司主营业务收入为244142021.81元，公司净利润为-5962563.94元，公司总资产为969936203.14元。